# Telipogon benedicti
Telipogon benedicti är en orkidéart som beskrevs av Heinrich Gustav Reichenbach. Telipogon benedicti ingår i släktet Telipogon och familjen orkidéer. Inga underarter finns listade i Catalogue of Life.